# وزارت کشور ایالات متحده آمریکا
وزارت کشور ایالات متحده آمریکا (به انگلیسی: United States Department of the Interior) یکی از پانزده وزارتخانه‌های دولت فدرال ایالات متحده آمریکا است.

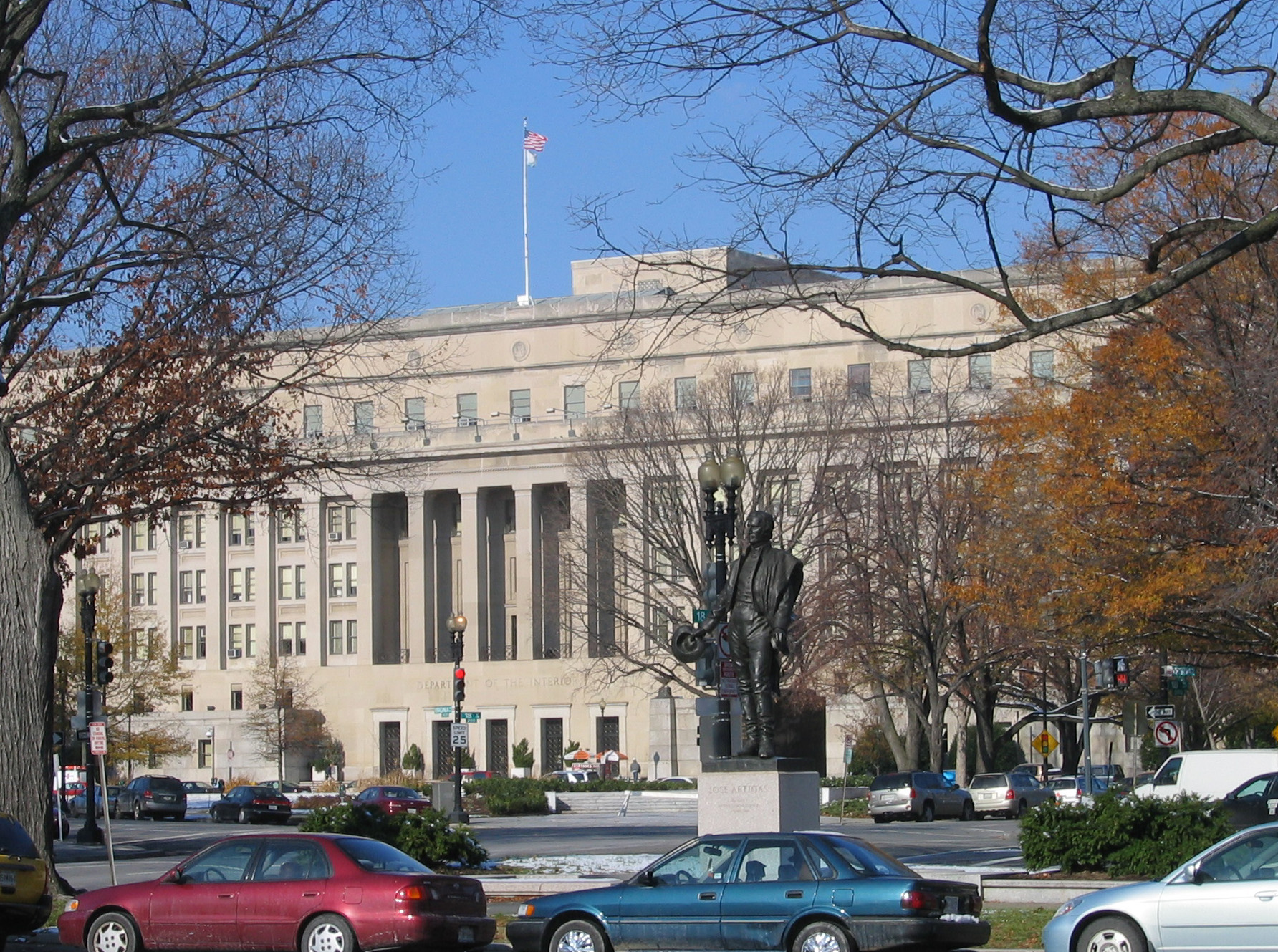
ساختمان وزارت

مقر وزارت در واشنگتن است و سازمان نقشه‌برداری‌های زمین‌شناسی آمریکا و سازمان پارک‌های ملی متعلق به این سازمان است.